# Moisés Martínez
Moisés Martínez fue un político peruano
En 1907 fue elegido diputado suplente por la provincia de Pasco que aún pertenecía al departamento de Junín junto a Pedro E. Larrañaga, Manuel Mujica y Carassa y Romualdo Palomino quienes fueron elegidos como diputados titulares o propietarios. Desempeñó su mandato durante los primeros gobiernos de José Pardo y Barreda y Augusto B. Leguía. Durante su gestión presentó un proyecto del ley pidiendo la asignación de mil doscientas libras peruanas para refaccionar la cárcel de Cerro de Pasco que no prosperó.
Fue Alcalde de Cerro de Pasco hasta el año 1934 en que fue sucedido por Cipriano Proaño